# Margo (attrice)
Margo, nome d'arte di Margo Maria Marguerita Castilla Bolado (Città del Messico, 10 maggio 1917 – Los Angeles, 17 luglio 1985), è stata un'attrice e ballerina messicana.

## Biografia
Nata a Città del Messico, ebbe come maestro di danza Eduardo Cansino, padre di Rita Hayworth, e già all'età di nove anni iniziò a lavorare come ballerina in vari locali notturni della capitale assieme all'orchestra dello zio Xavier Cugat. Durante gli anni venti si spostò a New York, dove ebbe la possibilità di farsi notare da registi e sceneggiatori, che la fecero debuttare in una piccola parte nella pellicola Delitto senza passione (1934), diretta dal regista Ben Hecht, sino al debutto come protagonista nel film Sotto i ponti di New York (1936), accanto a Burgess Meredith. Lavorerà in seguito in altri ventotto film, tra cui Orizzonte perduto (1937), e Viva Zapata! (1952), per chiudere la sua carriera come interprete di serial televisivi.
Nel frattempo, nel 1942, aveva ottenuto la cittadinanza americana e negli anni cinquanta il suo nome comparve nella Lista nera di Hollywood (la lista dei simpatizzanti del comunismo) sebbene non fosse mai stata iscritta al partito. Anche a causa di questo la sua carriera non ebbe un arresto forzato. Decise quindi di dedicarsi al sostegno di giovani artisti. Morì nel 1985 per un tumore al cervello a Pacific Palisades (California), dove si era ritirata a vivere con il secondo marito, l'attore Eddie Albert, sposato nel 1945. Da questa unione nacquero i figli: Edward Albert, anch'egli attore, e Maria Carmen Zucht, che invece diventò manager del padre.

## Filmografia

### Cinema

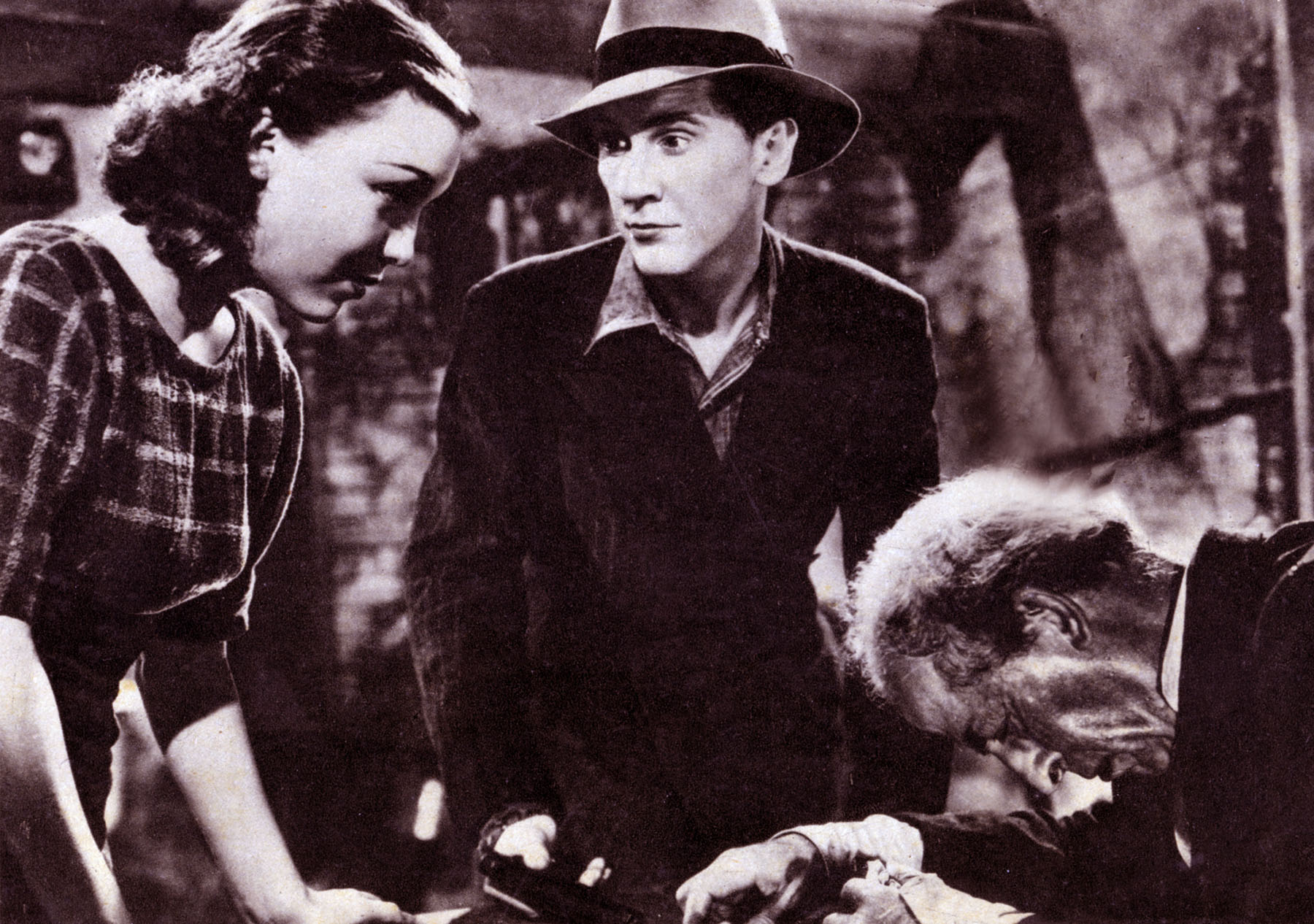
Margo e Burgess Meredith in Sotto i ponti di New York (1936)

- Delitto senza passione (Crime Without Passion), regia di Charles MacArthur e Ben Hecht (1934)
- Robin Hood dell'Eldorado (The Robin Hood of EL Dorado), regia di William A. Wellman (1936)
- Sotto i ponti di New York (Winterset), regia di Alfred Santell (1936)
- Orizzonte perduto (Lost Horizon), regia di Frank Capra (1937)
- Miracle on Main Street, regia di Steve Sekely (1939)
- Tragico oriente (Behind The Rising Sun), regia di Edward Dmytryk (1943)
- L'uomo leopardo (The Leopard Man), regia di Jacques Tourneur (1943)
- Viaggio per la libertà (Gangway for Tomorrow), regia di John H. Auer (1943)
- Viva Zapata!, regia di Elia Kazan (1952)
- Piangerò domani (I'll Cry Tomorrow), regia di Daniel Mann (1956)
- L'uomo che non voleva uccidere (From Hell to Texas), regia di Henry Hathaway (1958)
- Come ingannare mio marito (Who's Got The Action?), regia di Daniel Mann (1962)
- Diario di una casalinga inquieta (Diary of a Mad Housewife), regia di Frank Perry (1970)

### Televisione
- Suspense – serie TV, 1 episodio (1949)
- The Chevrolet Tele-Theatre – serie TV, 1 episodio (1949)
- The Unexpected – serie TV, 1 episodio (1952)
- Schlitz Playhouse of Stars – serie TV, 1 episodio (1952)
- Carovane verso il West (Wagon Train) – serie TV, 1 episodio (1957)
- The Adventures of Jim Bowie – serie TV, 1 episodio (1957)
- Studio 57 – serie TV, 1 episodio (1958)
- Avventure in paradiso (Adventures in Paradise) – serie TV, episodio 1x01 (1959)
- Westinghouse Desilu Playhouse – serie TV, episodi 1x08-2x04 (1958-1959)
- The New Breed – serie TV, episodio 1x31 (1962)
- Gli uomini della prateria (Rawhide) – serie TV, episodio 7x05 (1964)
- Perry Mason – serie TV, episodio 8x22 (1965)

## Doppiatrici italiane
Nelle versioni in italiano delle opere in cui ha recitato,Margo è stata doppiata da:
- Franca Dominici in Orizzonte perduto
- Renata Marini in Piangerò domani
- Lydia Simoneschi in Come ingannare mio marito
- Angiola Baggi in L'uomo leopardo (doppiaggio tardivo)